# Palácio do Comércio
El Palacio del Comercio (en portugués: Palácio do Comercio) es un edificio histórico ubicado en el centro histórico de la ciudad de Porto Alegre, Brasil. 
El edificio se levanta en una manzana entre las avenida Júlio de Castilhos y Mauá.
El edificio empezó a ser construido el 12 de octubre de 1937 para ser sede de la Asociación Comercial de Porto Alegre. Se inauguró el 14 de noviembre de 1940. El proyecto fue de Joseph Franz Seraph Lutzenberger que diseñó un bloque de ocho pisos y un mezanine de estilo art déco. El proyecto original incluía cuatro ascensores y el primer sistema de aire acondicionado central instalado en Río Grande del Sur.
El edificio es importante tanto por su arquitectura como por ser uno de los principales centros de la economía estadual ya que no sólo sigue siendo la sede de la Asociación Comercial sino que también lo es de la Federación de Asociaciones Comerciales y de Servicios de Río Grande del Sur - FEDERASUL -, de la Junta Comercial de Río Grande del Sur y de la Bolsa de Mercancías.